# Ilmajärvi (sjö i Södra Karelen)
Ilmajärvi är en sjö i Finland. Den ligger i kommunen Ruokolax i landskapet Södra Karelen, i den sydöstra delen av landet, 250 km nordost om huvudstaden Helsingfors. Ilmajärvi ligger 102,2 meter över havet. Den är 18,3 meter djup. Arean är 3,65 kvadratkilometer och strandlinjen är 25,15 kilometer lång. Sjön  ingår i Vuoksens huvudavrinningsområde.   I omgivningarna runt Ilmajärvi växer i huvudsak blandskog.
I övrigt finns följande i Ilmajärvi:
- Hatsaari (en ö)
- Kalsaari (en ö)
- Tykkallio (en ö)
- Majasaari (en ö)
- Peltosaari (en ö)
- Mustasaari (en ö)
- Sikkosaari (en ö)
- Tiistsaari (en ö)
- Ristsaari (en ö)
- Koirsaari (en ö)